# 123
Aquesta pàgina és per a l'any. Per al nombre, vegeu cent vint-i-tres.

## Esdeveniments
- Fi del regnat de Partamaspades de Pàrtia, rei d'Osroene.
- Cotis II del Bòsfor succeeix Tiberi Juli Sauromates, com a rei del Bòsfor Cimmeri.
- Imperi Romà: Regna Hadrià i són cònsols de Roma Luci Venuleu Apronià i Quint Articuleu Petí.